# Stony Brook University
Stony Brook University (SBU), denumită oficial State University of New York at Stony Brook, este o universitate publică de cercetare din Stony Brook, New York, Statele Unite ale Americii, situată pe Long Island. Alături de University at Buffalo, este una dintre cele două universități de referință (flagship institutions) ale sistemului State University of New York (SUNY). Campusul universității cuprinde 213 clădiri pe o suprafață de peste 1.454 acri (588 hectarei) în comitatul Suffolk, fiind cea mai mare universitate publică (ca suprafață) din statul New York.
Universitatea a fost înființată în Oyster Bay în 1957 (acum acum 68 de ani), sub denumirea de State University College on Long Island. În 1962, instituția s-a mutat la Stony Brook.
Stony Brook este membră a Asociației Universităților Americane și a Universities Research Association. Este clasificată drept „universitate doctorală cu activitate de cercetare foarte ridicată” (categoria R1) conform clasificării Carnegie.
În parteneriat cu Battelle, Stony Brook administrează Brookhaven National Laboratory, un laborator național aparținând Departamentului Energiei al Statelor Unite. În 2004, universitatea a achiziționat teren pentru un parc de cercetare și dezvoltare în apropierea campusului principal și administrează patru incubatoare de afaceri în regiune.
Stony Brook este cel mai mare angajator cu un singur sediu de pe Long Island. Peste 25.500 de studenți sunt înscriși la universitate, care are peste 15.000 de angajați și mai mult de 2.850 de cadre didactice.
Universitatea este membră a Coastal Athletic Association (CAA), iar echipele sale sportive interuniversitare concurează la nivelul Divizia I a Asociației Naționale a Sporturilor Universitare (NCAA) din 1999.